# Bundesautobahn 73
De Bundesautobahn 73 (kortweg A73) is een Duitse autosnelweg die verloopt van Suhl in Thüringen via Bamberg naar Neurenberg in Beieren. Het gedeelte tussen Bamberg en Neurenberg wordt ook wel Frankenschnellweg genoemd.
De A73 begint bij het Dreieck Suhl (knooppunt met de A71) en loopt via Coburg en Lichtenfels naar Bamberg. Het wegvak Suhl – Lichtenfels wordt in het kader van het Verkehrsprojekt Deutsche Einheit nr. 16 gebouwd en is tussen Suhl en Schleusingen en Eisfeld-Nord – Coburg – Rödental reeds vierbaans uitgevoerd. Het gedeelte tussen Lichtenfels en Bamberg (nu nog onderdeel van de B173) wordt begin 2008 omgenummerd tot A73.
Tussen Schleusingen en Coburg-Nord en tussen Erlangen en Fürth loopt de A73 parallel aan de B4, of wegen die vroeger onderdeel waren van de B4.

## Wegvak Suhl-Eisfeld

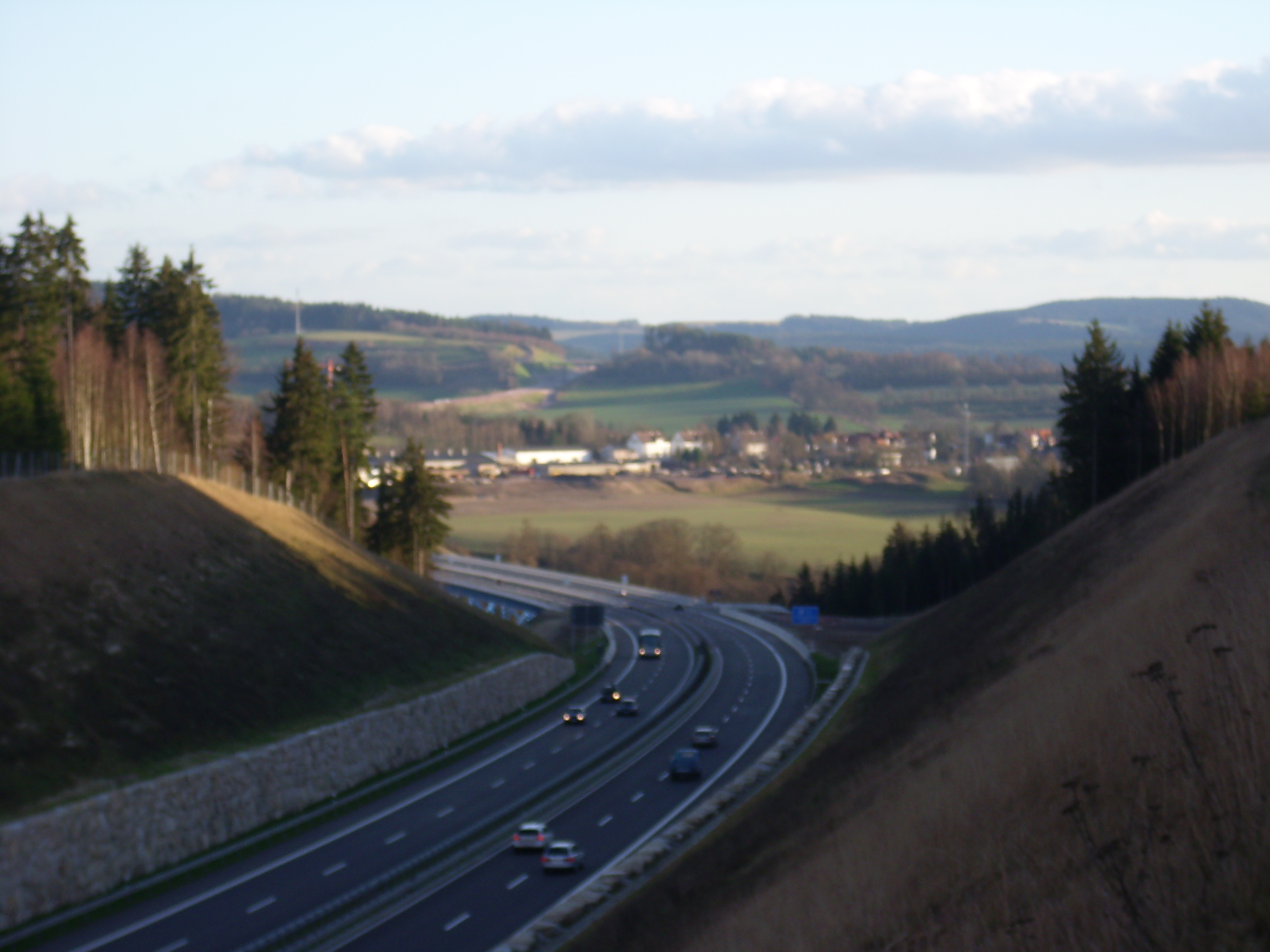
De A73 bij Schleusingen.

Het 34 kilometer lange gedeelte in Thüringen heeft een totale breedte van 26 meter en is door de grote hoogteverschillen uitgevoerd met een groot aantal bruggen.
In 2003 werd begonnen met de aanleg van het gedeelte Suhl – Schleusingen. Hiervan werd midden 2006 het gedeelte tussen Dreieck Suhl en Suhl-Friedberg geopend, eind 2006 gevolgd door het wegvak Suhl-Friedberg – Schleusingen. Met de bouw van het gedeelte Schleusingen – Eisfeld-Nord werd in 2004 begonnen. Opening van dit gedeelte staat gepland voor de zomer van 2008.
Kort voor de opening van het gedeelte Eisfeld-Nord – Eisfeld-Süd eind 2003 werd vastgesteld dat het viaduct van de aansluiting Eisfeld-Süd niet de benodigde doorrijdhoogte van 4,70 meter had. Hierdoor moest de snelweg hier over een afstand van 300 meter verdiept aangelegd worden.

## Wegvak Eisfeld-Coburg-Lichtenfels

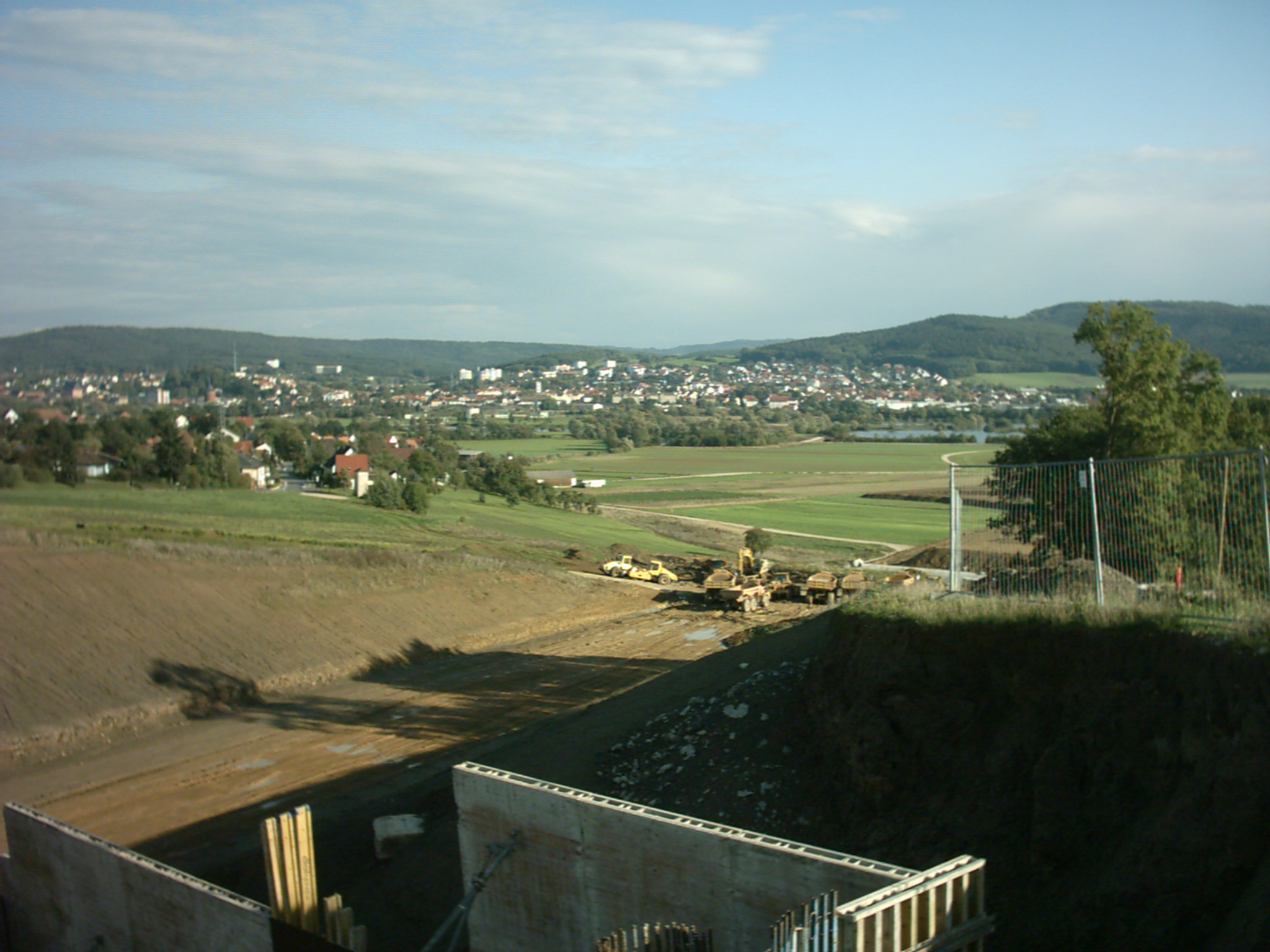
Het begin van de werkzaamheden voor de brug over de Main

In december 2002 werd de A73 tussen Eisfeld-Nord en Coburg geopend. De snelweg voert noordelijk om het stadsgebied richting Rödental, Ebersdorf en Lichtengfels. Het ongeveer 3 kilometer lange gedeelte Coburg – aansluiting Rödental werd op 31 oktober 2006 geopend. Tot de opening van het gedeelte tot Rödental diende de overgang in de B4 als aansluiting Coburg. Sinds de opening is deze aansluiting uitgevoerd als knooppunt, dat uitkomt op de B4. Na gereedkomen van de B999 zal deze hier aansluiten.
Op 19 oktober 2007 werd ook het gedeelte tussen Rödental tot Ebersdorf opgesteld. Gepland staat dat eind 2008 de gehele autosnelweg geopend wordt.
Omstreden is het tracé tussen Bad Staffelstein en Lichtenfels, omdat de snelweg hier een bos doorsnijdt. In 2003 verwierp het Duitse hooggerechtshof een klacht van de natuurbeweging BUND. Dit gaf de wegbeheerder de ruimte om een brug over de Main aan te leggen.

## Wegvak Lichtenfels-Bamberg
Dit gedeelte is reeds uitgevoerd als vierbaansweg gebouwd, maar voorlopig nog bewegwijzerd als B173. Begin 2008 wordt dit gedeelte tot A73 opgewaardeerd. In de tussentijd zullen de nu nog ontbrekende vluchtstroken aangelegd worden.

## Wegvak Bamberg-Neurenberg

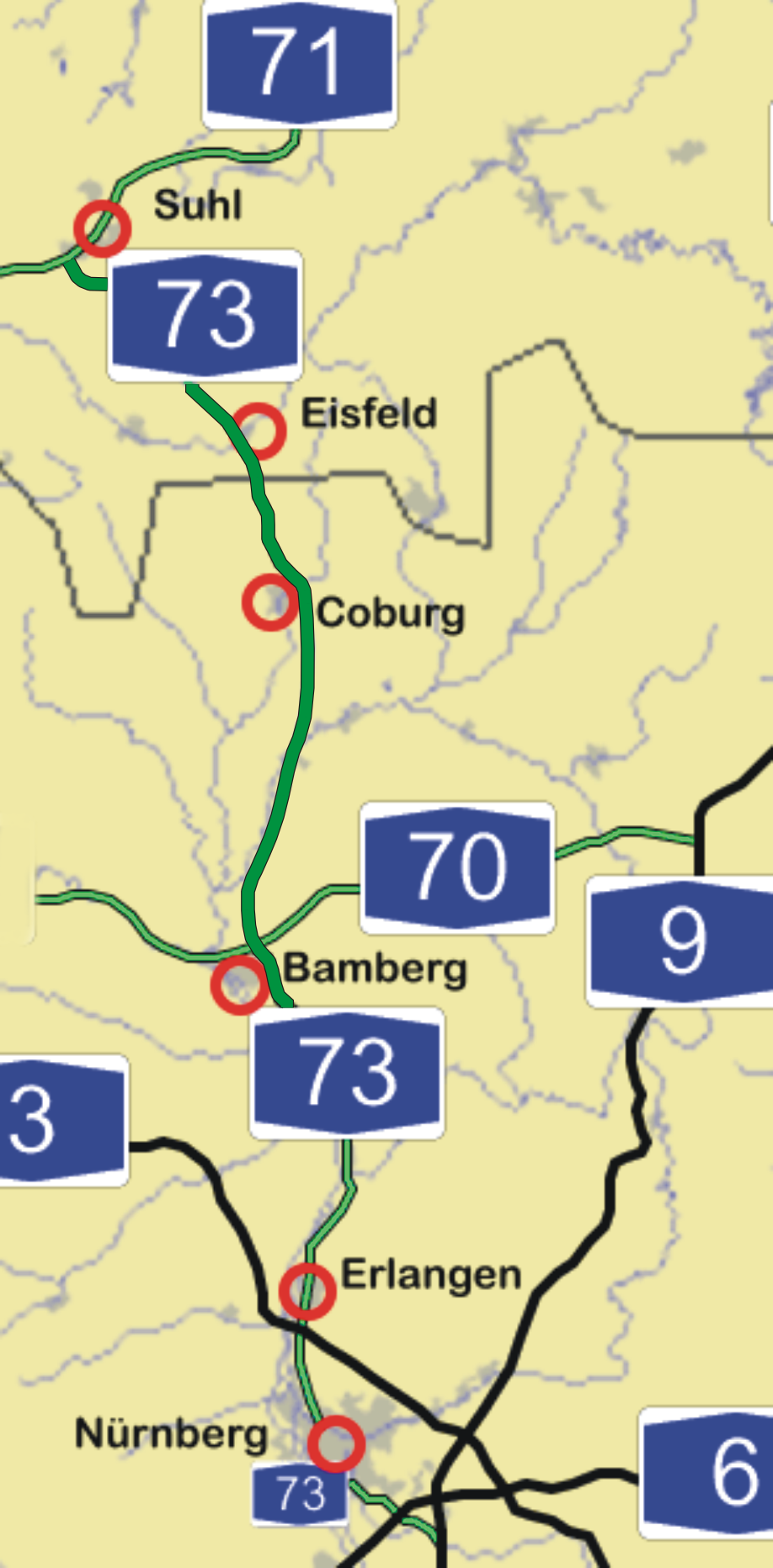
Verloop van de A73 Suhl – Neurenberg.

Het gedeelte tussen Bamberg en Neurenberg werd tussen 1980 en 1986 aangelegd, en was lange tijd omstreden, omdat hier een belangrijk bosgebied wordt doorsneden.
Tussen de aansluitingen Forchheim-Süd en Erlangen-Zentrum raakt de vierbaansweg, nog voor de aansluiting op het Thüringse gedeelte tijdens de spits met 60.000 voertuigen per dag al regelmatig de capaciteitsgrens. Hierom werd de vluchtstrook op meerdere plaatsen omgebouwd tot tijdelijke spitsstrook. Sinds april 2007 is men begonnen met de aanleg van een plusstrook tussen de aansluitingen Möhrendorf en Erlangen-Nord, welke in januari 2008 in gebruik genomen wordt. Voor de gedeelten Baiersdorf-Nord – Möhrendorf en Erlangen-Nord – Erlangen-Zentrum zijn soortgelijke projecten aan de gang.
In de regio Fürth/Nürnberg volgt de A73 verder het voormalige verloop van het Ludwig-Donau-Main-Kanal, vanaf de aansluiting Nürnberg-Westring tot de aansluiting Nürnberg-Hafen-Ost als gemeentelijke weg. In het Neurenbergse centrum wordt het verkeer op enkele kruisingen nog met verkeerslichten geregeld. Doordat er veel kop-staart-botsingen plaatsvonden is de maximumsnelheid vanaf de aansluiting Nürnberg-Westring en Nürnberg-Südring op 60 kilometer per uur gesteld.
In de komende jaren zal het nu nog autoweg-gedeelte in de Neurenbergse binnenstad kruisingsvrij worden gemaakt door middel van een tunnel (de Frankenröhre). Een station van de metro van Neurenberg is reeds diep genoeg aangelegd, zodat er nog een wegtunnel bij past.